# Carpinus fargesiana
Carpinus fargesiana — вид квіткових рослин, дерево з родини березових. Поширення: Китай (Південний Ганьсу, західний Хенань, західний Хубей, південний Шеньсі, Чунцін та Сичуань). Росте на висотах від 1000 до 2600 метрів.

## Середовище
Населяє помірні ліси в гірських долинах, береги струмків.

## Біоморфологічна характеристика
Дерево до 20 м заввишки; кора сіра. Гілочки темно-коричневі, рідковорсисті. Черешок тонкий, рідко ворсинчастий, 6–10 мм. Листкова пластинка яйцеподібно-ланцетна, яйцеподібно-еліптична, еліптична або довгаста, рідко вузько-ланцетна або вузько-довгаста, 2.5–7.5(8) × 2–2.5 см, знизу ворсинчаста вздовж жилок, бородчаста в пазухах бічних жилок, знизу рідко ворсинчаста в молодому віці, гола, основа округла або малосерцеподібна, край нерівномірно і подвійно мукронатно-пилчастий, верхівка гостра або загострена; бічних жилок 12–16 з кожного боку від середньої жилки. Жіноче суцвіття 4–7 × 2.5–3 см. Горішок широкояйцеподібний, ≈ 3 × 2.5 мм, голий, за винятком рідко ворсинчастого на верхівці, іноді рідко смолистий, залозистий, ребристий. Цвітіння: травень і червень, плодіння: липень — вересень.

## Використання
Інформація про використання або торгівлю цим видом відсутня.